# BAFTA-díj a legjobb filmnek
A legjobb film BAFTA-díját (angolul BAFTA Award for Best Film – BAFTA-díj a legjobb filmnek) a Brit Film- és Televíziós Akadémia alapította 1948-ban. Átadására minden év február végén, március elején kerül sor egy ünnepi gálaműsor keretében, az előző évben bemutatott, s az Akadémia tagjai által legjobbnak ítélt film alkotóinak.
A 22. BAFTA-gáláig (1968) a díj elnevezése BAFTA-díj a legjobb filmnek bármilyen forrásból (BAFTA Award for Best Film from Any Source) volt.
A díjra bármely ország nagyjátékfilmje nevezhető, beleértve a kiemelkedő brit film (régebben: legjobb brit film), valamint a nem angol nyelvű film (régebben: legjobb idegen nyelvű film) kategóriákba jelölt alkotásokat is, mivel a filmdíjra benevezett összes egész estés filmet automatikusan a legjobb film kategóriába sorolják, kivéve a dokumentumfilmeket és a legjobb debütálásokat, amelyek csak saját kategóriáikban pályázhatók.
A jelölt filmalkotások száma az évek során változó volt; egyes években elérte a húszat, az 1960-as évek végétől négy lett, majd 1999 óta öt. A díjátvevő személye is több ízben változott:
- 1949–1959, 1962–1965, 1970–1976 között, valamint 1979-ben a jelölést és a díjat csak maga a film kapta, s nem filmproducerek vagy rendezők.
- 1960–1961, 1966–1969 között, valamint 1980-ban csak rendezők kapták a díjat.
- 1988 és 1997 között a producerek és a rendezők egyaránt megkapták a díjat.
- 1977–1978 és 1981–1987 között, és 1998 óta e kategóriában kizárólag a producerek a díjazottak.[1]

A megmérettetésben résztvevő alkotások kiválasztása három ütemben történik. Első körben az összes BAFTA-tag titkos szavazásával állít össze egy 10 filmből álló, úgynevezett hosszú listát, majd a második körben e listáról ugyancsak az összes tag szavazza meg a jelölésre kerülő 5 filmet. A harmadik körben is az összes BAFTA-tag titkos szavazata dönt a nyertes filmalkotásról.
A díj története során e kategóriában egyetlen alkalommal született holtverseny: 1962-ben a Ballada a katonáról szovjet, és A svindler amerikai filmdráma egyaránt kiérdemelte az elismerést.

## Díjazottak és jelöltek
A díjazottak a táblázat első sorában, vastagítással és  sárga háttérrel  vannak kiemelve. Az országzászlók a készítő országot, illetve a koprodukcióban részes államokat jelölik. Az évszám a díjosztó gála évét jelzi, amelyen a film elismerésben részesült (1948 kivételével, melynek díjkiosztóját 1949-ben tartották).

### 1940-es évek
| Év                                        | Film                        | Film                | Rendező                           | Producer                  | Ország |
| Év                                        | Magyar cím                  | Eredeti cím         | Rendező                           | Producer                  | Ország |
| ----------------------------------------- | --------------------------- | ------------------- | --------------------------------- | ------------------------- | ------ |
| 1949 1,                                   |                             |                     |                                   |                           |        |
| Életünk legszebb évei                     | The Best Years of Our Lives | William Wyler       | Samuel Goldwyn                    | Amerikai Egyesült Államok |        |
| 1949 2. BAFTA-gála                        |                             |                     |                                   |                           |        |
| Hamlet                                    | Hamlet                      | Laurence Olivier    | Laurence Olivier                  | Egyesült Királyság        |        |
| A meztelen város                          | The Naked City              | Jules Dassin        | Mark Hellinger                    | Amerikai Egyesült Államok |        |
| Kereszttűz                                | Crossfire                   | Edward Dmytryk      | Adrian Scott                      | Amerikai Egyesült Államok |        |
| Ledőlt bálvány                            | The Fallen Idol             | Carol Reed          | Carol Reed                        | Egyesült Királyság        |        |
| Paisà                                     | Paisà                       | Roberto Rossellini  | Rod E. Geiger, Roberto Rossellini | Olaszország               |        |
| Páli Szent Vince – Az irgalmasság szentje | Monsieur Vincent            | Maurice Cloche      | Georges de La Grandière           | Franciaország             |        |
| Úti kaland                                | Quattro passi fra le nuvole | Alessandro Blasetti | Giuseppe Amato                    | Olaszország               |        |

### 1950-es évek
| Év                            | Film                             | Film                                 | Rendező                                         | Producer                                       | Ország |
| Év                            | Magyar cím                       | Eredeti cím                          | Rendező                                         | Producer                                       | Ország |
| ----------------------------- | -------------------------------- | ------------------------------------ | ----------------------------------------------- | ---------------------------------------------- | ------ |
| 1950 3. BAFTA-gála            |                                  |                                      |                                                 |                                                |        |
| Biciklitolvajok               | Ladri di biciclette              | Vittorio De Sica                     | Giuseppe Amato                                  | Olaszország                                    |        |
| Az eladott mérkőzés           | The Set-Up                       | Robert Wise                          | Richard Goldstone                               | Amerikai Egyesült Államok                      |        |
| A harmadik ember              | The Third Man                    | Carol Reed                           | Carol Reed                                      | Egyesült Királyság                             |        |
| A Sierra Madre kincse         | The Treasure of the Sierra Madre | John Huston                          | Henry Blanke                                    | Amerikai Egyesült Államok                      |        |
| Az utolsó állomás             | Ostatni etap                     | Wanda Jakubowska                     | Wanda Jakubowska, Gerda Schneider               | Lengyelország                                  |        |
| –––                           | Berliner Ballade                 | R. A. Stemmle                        | Alf Teichs                                      | Németország                                    |        |
| –––                           | The Window                       | Ted Tetzlaff                         | Frederic Ullman Jr.                             | Amerikai Egyesült Államok                      |        |
| 1951 4. BAFTA-gála            |                                  |                                      |                                                 |                                                |        |
| Mindent Éváról                | All About Eve                    | Joseph L. Mankiewicz                 | Darryl F. Zanuck                                | Amerikai Egyesült Államok                      |        |
| Aszfaltdzsungel               | The Asphalt Jungle               | John Huston                          | Arthur Hornblow Jr.                             | Amerikai Egyesült Államok                      |        |
| Az ördög szépsége             | La Beauté du diable              | René Clair                           | Salvo D'Angelo                                  | Franciaország                                  |        |
| Egy nap New Yorkban           | On the Town                      | Stanley Donen, Gene Kelly            | Arthur Freed                                    | Amerikai Egyesült Államok                      |        |
| Férfiak                       | The Men                          | Fred Zinnemann                       | Stanley Kramer                                  | Amerikai Egyesült Államok                      |        |
| –––                           | Intruder in the Dust             | Clarence Brown                       | Clarence Brown                                  | Amerikai Egyesült Államok                      |        |
| Orfeusz                       | Orphée                           | Jean Cocteau                         | André Paulvé                                    | Franciaország                                  |        |
| 1952 5. BAFTA-gála            |                                  |                                      |                                                 |                                                |        |
| Körbe-körbe                   | La Ronde                         | Max Ophüls                           | Ralph Baum, Sacha Gordine                       | Franciaország                                  |        |
| A bátorság vörös szalagja     | The Red Badge of Courage         | John Huston                          | Gottfried Reinhardt                             | Amerikai Egyesült Államok                      |        |
| A fehér öltönyös férfi        | The Man in the White Suit        | Alexander Mackendrick                | Michael Balcon                                  | Egyesült Királyság                             |        |
| A Levendula-dombi csőcselék   | The Lavender Hill Mob            | Charles Crichton                     | Michael Balcon                                  | Egyesült Királyság                             |        |
| Augusztusi vasárnap           | Domenica d'agosto                | Luciano Emmer                        | Sergio Amidei                                   | Olaszország                                    |        |
| Detektívtörténet              | Detective Story                  | William Wyler                        | William Wyler                                   | Amerikai Egyesült Államok                      |        |
| Eduard és Caroline            | Édouard et Caroline              | Jacques Becker                       | Raymond Borderie                                | Franciaország                                  |        |
| Egy amerikai Párizsban        | An American in Paris             | Vincente Minnelli                    | Arthur Freed                                    | Amerikai Egyesült Államok                      |        |
| Felsőbb osztályba léphet      | The Browning Version             | Anthony Asquith                      | Teddy Baird                                     | Egyesült Királyság                             |        |
| –––                           | Fourteen Hours                   | Henry Hathaway                       | Sol C. Siegel                                   | Amerikai Egyesült Államok                      |        |
| Júlia kisasszony              | Fröken Julie                     | Alf Sjöberg                          | Rune Waldekranz                                 | Svédország                                     |        |
| –––                           | No Resting Place                 | Paul Rotha                           | Colin Lesslie                                   | Egyesült Királyság                             |        |
| Séta a napsütésben            | A Walk in the Sun                | Lewis Milestone                      | Lewis Milestone                                 | Amerikai Egyesült Államok                      |        |
| –––                           | The Magic Garden                 | Donald Swanson                       | Donald Swanson                                  | Egyesült Királyság                             |        |
| –––                           | The Small Miracle                | Maurice Cloche, Ralph Smart          | Anthony Havelock-Allan                          | Egyesült Királyság                             |        |
| –––                           | The Sound of Fury                | Cy Endfield                          | Robert Stillman                                 | Amerikai Egyesült Államok                      |        |
| Varázsdoboz                   | The Magic Box                    | John Boulting                        | Ronald Neame                                    | Egyesült Királyság                             |        |
| –––                           | White Corridors                  | Pat Jackson                          | John Croydon, Joseph Janni                      | Egyesült Királyság                             |        |
| 1953 6. BAFTA-gála            |                                  |                                      |                                                 |                                                |        |
| –––                           | The Sound Barrier                | David Lean                           | David Lean                                      | Egyesült Királyság                             |        |
| A folyó                       | The River                        | Jean Renoir                          | Kenneth McEldowney, Jean Renoir                 | Egyesült Királyság                             |        |
| Afrika királynője             | The African Queen                | John Huston                          | Sam Spiegel                                     | Egyesült Királyság                             |        |
| Angyalok között               | Angels One Five                  | George More O'Ferrall                | John W. Gossage, Derek N. Twist                 | Egyesült Királyság                             |        |
| Aranysisak                    | Casque d'or                      | Jacques Becker                       | Raymond és Robert Hakim                         | Franciaország                                  |        |
| A vágy villamosa              | A Streetcar Named Desire         | Elia Kazan                           | Charles K. Feldman                              | Amerikai Egyesült Államok                      |        |
| A vihar kapujában             | 羅生門, (Rasómon)                | Kuroszava Akira                      | Minoru Jingo                                    | Japán                                          |        |
| Az első szó                   | Mandy                            | Alexander Mackendrick, Fred F. Sears | Michael Balcon, Leslie Norman                   | Egyesült Királyság                             |        |
| Az ügynök halála              | Death of a Salesman              | Benedek László                       | Stanley Kramer                                  | Amerikai Egyesült Államok                      |        |
| Carrie                        | Carrie                           | William Wyler                        | William Wyler                                   | Amerikai Egyesült Államok                      |        |
| Csoda Milánóban               | Miracolo a Milano                | Vittorio De Sica                     | Vittorio De Sica                                | Olaszország                                    |        |
| Elhagyottak                   | Los olvidados                    | Luis Buñuel                          | Óscar Dancigers, Sergio Kogan, Jaime A. Menasce | Mexikó                                         |        |
| Ha eljön a hajnal             | Cry, the Beloved Country         | Korda Zoltán                         | Korda Zoltán, Alan Paton                        | Egyesült Királyság                             |        |
| –––                           | Outcast of the Islands           | Carol Reed                           | Carol Reed                                      | Egyesült Királyság                             |        |
| Rivaldafény                   | Limelight                        | Charlie Chaplin                      | Charlie Chaplin                                 | Amerikai Egyesült Államok                      |        |
| Ének az esőben                | Singin' in the Rain              | Stanley Donen, Gene Kelly            | Arthur Freed                                    | Amerikai Egyesült Államok                      |        |
| –––                           | The Boy Kumasenu                 | Sean Graham                          |                                                 | Ghána                                          |        |
| Viva Zapata!                  | Viva Zapata!                     | Elia Kazan                           | Darryl F. Zanuck                                | Amerikai Egyesült Államok                      |        |
| 1954 7. BAFTA-gála            |                                  |                                      |                                                 |                                                |        |
| Tiltott játékok               | Jeux interdits                   | René Clément                         | Robert Dorfmann                                 | Franciaország                                  |        |
| A szörnyeteg és a szépség     | The Bad and the Beautiful        | Vincente Minnelli                    | John Houseman                                   | Amerikai Egyesült Államok                      |        |
| Don Camillo kis világa        | Don Camillo                      | Julien Duvivier                      | Giuseppe Amato                                  | Olaszország · Franciaország                    |        |
| Idegen a vadnyugaton          | Shane                            | George Stevens                       | George Stevens                                  | Amerikai Egyesült Államok                      |        |
| –––                           | Il medium                        | Gian Carlo Menotti                   | Walther Lowendahl                               | Olaszország                                    |        |
| Julius Caesar                 | Julius Caesar                    | Joseph L. Mankiewicz                 | John Houseman                                   | Amerikai Egyesült Államok                      |        |
| Kegyetlen tenger              | The Cruel Sea                    | Charles Frend                        | Leslie Norman                                   | Egyesült Királyság                             |        |
| Két krajcár reménység         | Due soldi di speranza            | Renato Castellani                    | Sandro Ghenzi                                   | Olaszország                                    |        |
| Különös kirándulás            | Genevieve                        | Henry Cornelius                      | Henry Cornelius                                 | Egyesült Királyság                             |        |
| –––                           | Lili                             | Charles Walters                      | Edwin H. Knopf                                  | Amerikai Egyesült Államok                      |        |
| Mindannyian gyilkosok vagyunk | Nous sommes tous des assassins   | André Cayatte                        | François Carron                                 | Franciaország                                  |        |
| Mogambo                       | Mogambo                          | John Ford                            | Sam Zimbalist                                   | Amerikai Egyesült Államok                      |        |
| Most és mindörökké            | From Here to Eternity            | Fred Zinnemann                       | Milo Adler-Gillies                              | Amerikai Egyesült Államok                      |        |
| Moulin Rouge                  | Moulin Rouge                     | John Huston                          | John és James Woolf                             | Egyesült Királyság                             |        |
| Római vakáció                 | Roman Holiday                    | William Wyler                        | William Wyler                                   | Amerikai Egyesült Államok                      |        |
| Térj vissza, kicsi Sheba!     | Come Back, Little Sheba          | Daniel Mann                          | Hal B. Wallis                                   | Amerikai Egyesült Államok                      |        |
| –––                           | The Heart of the Matter          | George More O'Ferrall                | Ian Dalrymple                                   | Egyesült Királyság                             |        |
| –––                           | The Kidnappers                   | Philip Leacock                       | Sergei Nolbandov, Leslie Parkyn                 | Egyesült Királyság                             |        |
| –––                           | The Sun Shines Bright            | John Ford                            | Merian C. Cooper, John Ford                     | Amerikai Egyesült Államok                      |        |
| 1955 8. BAFTA-gála            |                                  |                                      |                                                 |                                                |        |
| A félelem bére                | Le salaire de la peur            | Henri-Georges Clouzot                | Raymond Borderie                                | Franciaország                                  |        |
| A rakparton                   | On the Waterfront                | Elia Kazan                           | Sam Spiegel                                     | Amerikai Egyesült Államok                      |        |
| Bíborsivatag                  | The Purple Plain                 | Robert Parrish                       | John Bryan                                      | Egyesült Királyság                             |        |
| –––                           | Carrington V.C.                  | Anthony Asquith                      | Teddy Baird                                     | Egyesült Királyság                             |        |
| –––                           | 地獄門, (Dzsigokumon)            | Kinugasza Teinoszuke                 | Nagata Maszaicsi                                | Japán                                          |        |
| –––                           | Doctor in the House              | Ralph Thomas                         | Betty E. Box                                    | Egyesült Királyság                             |        |
| –––                           | For Better, for Worse            | J. Lee Thompson                      | Kenneth Harper                                  | Egyesült Királyság                             |        |
| Hátsó ablak                   | Rear Window                      | Alfred Hitchcock                     | Alfred Hitchcock                                | Amerikai Egyesült Államok                      |        |
| Hét menyasszony hét fivérnek  | Seven Brides for Seven Brothers  | Stanley Donen                        | Jack Cummings                                   | Amerikai Egyesült Államok                      |        |
| Hobson lányai                 | Hobson's Choice                  | David Lean                           | David Lean                                      | Egyesült Királyság                             |        |
| Hogyan fogjunk milliomost?    | How to Marry a Millionaire       | Jean Negulesco                       | Nunnally Johnson                                | Amerikai Egyesült Államok                      |        |
| Kenyér, szerelem, fantázia    | Pane, amore e fantasia           | Luigi Comencini                      | Marcello Girosi                                 | Olaszország                                    |        |
| Megosztott szív               | The Divided Heart                | Charles Crichton                     | Michael Truman                                  | Egyesült Királyság                             |        |
| –––                           | Riot in Cell Block 11            | Don Siegel                           | Walter Wanger                                   | Amerikai Egyesült Államok                      |        |
| Robinson Crusoe kalandjai     | Aventuras de Robinson Crusoe     | Luis Buñuel                          | Óscar Dancigers, Henry F. Ehrlich               | Mexikó                                         |        |
| Rómeó és Júlia                | Romeo and Juliet                 | Renato Castellani                    | Sandro Ghenzi, Joseph Janni                     | Egyesült Királyság                             |        |
| –––                           | The ’Maggie’                     | Alexander Mackendrick                | Michael Truman                                  | Egyesült Királyság                             |        |
| –––                           | The Moon Is Blue                 | Otto Preminger                       | Otto Preminger                                  | Amerikai Egyesült Államok                      |        |
| Vezetői lakosztály            | Executive Suite                  | Robert Wise                          | John Houseman                                   | Amerikai Egyesült Államok                      |        |
| Zendülés a Caine hadihajón    | The Caine Mutiny                 | Edward Dmytryk                       | Stanley Kramer                                  | Amerikai Egyesült Államok                      |        |
| 1956 9. BAFTA-gála            |                                  |                                      |                                                 |                                                |        |
| III. Richárd                  | Richard III                      | Laurence Olivier                     | Laurence Olivier                                | Egyesült Királyság                             |        |
| A fogoly                      | The Prisoner                     | Peter Glenville                      | Vivian Cox                                      | Egyesült Királyság                             |        |
| A gátrobbantók                | The Dam Busters                  | Michael Anderson                     | Robert Clark, W. A. Whittaker                   | Egyesült Királyság                             |        |
| A hét szamuráj                | 七人の侍, (Sicsinin no szamurai) | Kuroszava Akira                      | Motoki Szódzsiró                                | Japán                                          |        |
| Betörő az albérlőm            | The Ladykillers                  | Alexander Mackendrick                | Seth Holt, Michael Balcon                       | Egyesült Királyság                             |        |
| –––                           | Carmen Jones                     | Otto Preminger                       | Otto Preminger                                  | Amerikai Egyesült Államok                      |        |
| Édentől keletre               | East of Eden                     | Elia Kazan                           | Elia Kazan                                      | Amerikai Egyesült Államok                      |        |
| Mágikus balszerencse          | Bad Day at Black Rock            | John Sturges                         | Dore Schary                                     | Amerikai Egyesült Államok                      |        |
| Marty                         | Marty                            | Delbert Mann                         | Harold Hecht                                    | Amerikai Egyesült Államok                      |        |
| Országúton                    | La strada                        | Federico Fellini                     | Dino De Laurentiis Carlo Ponti                  | Olaszország                                    |        |
| –––                           | Simba                            | Brian Desmond Hurst                  | Peter De Sarigny                                | Egyesült Királyság                             |        |
| –––                           | The Colditz Story                | Guy Hamilton                         | Ivan Foxwell                                    | Egyesült Királyság                             |        |
| –––                           | The Night My Number Came Up      | Leslie Norman                        | Michael Balcon                                  | Egyesült Királyság                             |        |
| Velence, nyár, szerelem       | Summertime                       | David Lean                           | Ilya Lopert                                     | Egyesült Királyság · Amerikai Egyesült Államok |        |
| 1957 10. BAFTA-gála           |                                  |                                      |                                                 |                                                |        |
| Patkányfogó                   | Gervaise                         | René Clément                         | Annie Dorfmann                                  | Franciaország                                  |        |
| A léha asszony                | Попрыгунья, (Poprijgunja)        | Szamszon Szamszonov                  | Tatjana Berezanceva, Anatolij Bobrovskij        | Szovjetunió                                    |        |
| –––                           | Amici per la pelle               | Franco Rossi                         | Carlo Civallero                                 | Olaszország                                    |        |
| A River Plate-i csata         | The Battle of the River Plate    | Michael Powell, Pressburger Imre     | Michael Powell, Pressburger Imre                | Egyesült Királyság                             |        |
| Árnyék                        | Cień                             | Jerzy Kawalerowicz                   |                                                 | Lengyelország                                  |        |
| A sosemvolt ember             | The Man Who Never Was            | Ronald Neame                         | André Hakim                                     | Egyesült Királyság                             |        |
| –––                           | A Town Like Alice                | Jack Lee                             | Joseph Janni                                    | Egyesült Királyság                             |        |
| Az aranykezű férfi            | The Man with the Golden Arm      | Otto Preminger                       | Otto Preminger                                  | Amerikai Egyesült Államok                      |        |
| Babuci                        | Baby Doll                        | Elia Kazan                           | Elia Kazan, Tennessee Williams                  | Amerikai Egyesült Államok                      |        |
| Bajok Harryvel                | The Trouble with Harry           | Alfred Hitchcock                     | Alfred Hitchcock                                | Amerikai Egyesült Államok                      |        |
| Egy nyári éj mosolya          | Sommarnattens leende             | Ingmar Bergman                       | Allan Ekelund                                   | Svédország                                     |        |
| Gyilkosság                    | The Killing                      | Stanley Kubrick                      | James B. Harris                                 | Amerikai Egyesült Államok                      |        |
| Háború és béke                | War and Peace                    | King Vidor                           | Dino De Laurentiis                              | Amerikai Egyesült Államok · Olaszország        |        |
| Haragban a világgal           | Rebel Without a Cause            | Nicholas Ray                         | David Weisbart                                  | Amerikai Egyesült Államok                      |        |
| –––                           | Le défroqué                      | Léo Joannon                          | Alain Poiré, Roger Ribadeau-Dumas               | Franciaország                                  |        |
| Macsók és macák               | Guys and Dolls                   | Joseph L. Mankiewicz                 | Samuel Goldwyn                                  | Amerikai Egyesült Államok                      |        |
| Piknik                        | Picnic                           | Joshua Logan                         | Fred Kohlmar                                    | Amerikai Egyesült Államok                      |        |
| –––                           | Reach for the Sky                | Lewis Gilbert                        | Daniel M. Angel                                 | Egyesült Királyság                             |        |
| –––                           | Yield to the Night               | J. Lee Thompson                      | Kenneth Harper                                  | Egyesült Királyság                             |        |
| 1958 11. BAFTA-gála           |                                  |                                      |                                                 |                                                |        |
| Híd a Kwai folyón             | The Bridge on the River Kwai     | David Lean                           | Sam Spiegel                                     | Egyesült Királyság · Amerikai Egyesült Államok |        |
| A dicsőség ösvényei           | Paths of Glory                   | Stanley Kubrick                      | Kirk Douglas, James B. Harris, Stanley Kubrick  | Amerikai Egyesült Államok                      |        |
| A herceg és a színésznő       | The Prince and the Showgirl      | Laurence Olivier                     | Laurence Olivier                                | Egyesült Királyság                             |        |
| Akinek meg kell halnia        | Celui qui doit mourir            | Jules Dassin                         | Henri Bérard                                    | Franciaország                                  |        |
| A város széle                 | Edge of the City                 | Martin Ritt                          | David Susskind                                  | Amerikai Egyesült Államok                      |        |
| Az út éneke                   | পথের পাঁচালী, (Pôther Pãchali)        | Szatjadzsit Ráj                      | Nyugat-Bengál kormánya                          | India                                          |        |
| Ben Wade és a farmer          | 3:10 to Yuma                     | Delmer Daves                         | David Heilweil                                  | Amerikai Egyesült Államok                      |        |
| Bádogcsillag                  | The Tin Star                     | Anthony Mann                         | William Perlberg, George Seaton                 | Amerikai Egyesült Államok                      |        |
| Ég tudja, Mr. Allison         | Heaven Knows, Mr. Allison        | John Huston                          | Buddy Adler, Eugene Frenke                      | Amerikai Egyesült Államok                      |        |
| Egy halálraítélt megszökött   | Un condamné à mort s'est échappé | Robert Bresson                       | Alain Poiré, Jean Thuillier                     | Franciaország                                  |        |
| Orgonás negyed                | Porte des Lilas                  | René Clair                           | René Clair                                      | Franciaország                                  |        |
| –––                           | That Night!                      | John Newland                         | Himan Brown                                     | Amerikai Egyesült Államok                      |        |
| –––                           | The Bachelor Party               | Delbert Mann                         | Harold Hecht                                    | Amerikai Egyesült Államok                      |        |
| Tizenkét dühös ember          | 12 Angry Men                     | Sidney Lumet                         | Henry Fonda, Reginald Rose                      | Amerikai Egyesült Államok                      |        |
| Útibatyu                      | The Shiralee                     | Leslie Norman                        | Michael Balcon, Jack Rix                        | Egyesült Királyság                             |        |
| –––                           | Windom's Way                     | Ronald Neame                         | John Bryan                                      | Egyesült Királyság                             |        |
| 1959 12. BAFTA-gála           |                                  |                                      |                                                 |                                                |        |
| Hely a tetőn                  | Room at the Top                  | Jack Clayton                         | James és John Woolf                             | Egyesült Királyság                             |        |
| A juhász                      | The Sheepman                     | George Marshall                      | Edmund Grainger                                 | Amerikai Egyesült Államok                      |        |
| A megbilincseltek             | The Defiant Ones                 | Stanley Kramer                       | Stanley Kramer                                  | Amerikai Egyesült Államok                      |        |
| A nap vége                    | Smultronstället                  | Ingmar Bergman                       | Allan Ekelund                                   | Svédország                                     |        |
| Cabiria éjszakái              | Le notti di Cabiria              | Federico Fellini                     | Dino De Laurentiis                              | Olaszország                                    |        |
| Indiszkrét                    | Indiscreet                       | Stanley Donen                        | Stanley Donen                                   | Egyesült Királyság                             |        |
| A legyőzhetetlen              | অপরাজিত, (Ôporajito)               | Szatjadzsit Ráj                      | Szatjadzsit Ráj                                 | India                                          |        |
| Macska a forró bádogtetőn     | Cat on a Hot Tin Roof            | Richard Brooks                       | Lawrence Weingarten                             | Amerikai Egyesült Államok                      |        |
| –––                           | No Down Payment                  | Martin Ritt                          | Jerry Wald                                      | Amerikai Egyesült Államok                      |        |
| –––                           | Orders to Kill                   | Anthony Asquith                      | Anthony Havelock-Allan                          | Egyesült Királyság                             |        |
| Oroszlánkölykök               | The Young Lions                  | Edward Dmytryk                       | Al Lichtman                                     | Amerikai Egyesült Államok                      |        |
| –––                           | Sea of Sand                      | Guy Green                            | Robert S. Baker, Monty Berman                   | Egyesült Királyság                             |        |
| Sivatagi támadás              | Ice Cold in Alex                 | J. Lee Thompson                      | W.A. Whittaker                                  | Egyesült Királyság                             |        |
| Szállnak a darvak             | Летят журавли (Letjat zsuravli)  | Mihail Kalatozov                     | Mihail Kalatozov                                | Szovjetunió                                    |        |

### 1960-as évek
| Év                                                                                     | Film                                                                 | Film                        | Rendező                                                                    | Producer                                       | Ország |
| Év                                                                                     | Magyar cím                                                           | Eredeti cím                 | Rendező                                                                    | Producer                                       | Ország |
| -------------------------------------------------------------------------------------- | -------------------------------------------------------------------- | --------------------------- | -------------------------------------------------------------------------- | ---------------------------------------------- | ------ |
| 1960 13. BAFTA-gála                                                                    |                                                                      |                             |                                                                            |                                                |        |
| Ben-Hur                                                                                | Ben-Hur                                                              | William Wyler               | Sam Zimbalist                                                              | Amerikai Egyesült Államok                      |        |
| A gyűlölet áldozata                                                                    | Sapphire                                                             | Basil Dearden               | Michael Relph                                                              | Egyesült Királyság                             |        |
| Arc                                                                                    | Ansiktet                                                             | Ingmar Bergman              | Allan Ekelund                                                              | Svédország                                     |        |
| Az északnyugati határszél                                                              | North West Frontier                                                  | J. Lee Thompson             | Marcel Hellman                                                             | Egyesült Királyság                             |        |
| –––                                                                                    | Compulsion                                                           | Richard Fleischer           | Richard D. Zanuck                                                          | Amerikai Egyesült Államok                      |        |
| Dühöngő ifjúság                                                                        | Look Back in Anger                                                   | Tony Richardson             | Harry Saltzman                                                             | Egyesült Királyság                             |        |
| Egy apáca története                                                                    | The Nun's Story                                                      | Fred Zinnemann              | Henry Blanke                                                               | Amerikai Egyesült Államok                      |        |
| Egy gyilkosság anatómiája                                                              | Anatomy of a Murder                                                  | Otto Preminger              | Otto Preminger                                                             | Amerikai Egyesült Államok                      |        |
| Gigi                                                                                   | Gigi                                                                 | Vincente Minnelli           | Arthur Freed                                                               | Amerikai Egyesült Államok                      |        |
| Hamu és gyémánt                                                                        | Popiół i diament                                                     | Andrzej Wajda               |                                                                            | Lengyelország                                  |        |
| Idegen a cowboyok között                                                               | The Big Country                                                      | William Wyler               | Gregory Peck, William Wyler                                                | Amerikai Egyesült Államok                      |        |
| Maigret csapdát állít                                                                  | Maigret tend un piège                                                | Jean Delannoy               | J.P. Guibert                                                               | Franciaország                                  |        |
| Van, aki forrón szereti                                                                | Some Like It Hot                                                     | Billy Wilder                | Billy Wilder                                                               | Amerikai Egyesült Államok                      |        |
| –––                                                                                    | Tiger Bay                                                            | J. Lee Thompson             | John Hawkesworth, Leslie Parkyn, Julian Wintle                             | Egyesült Királyság                             |        |
| –––                                                                                    | Yesterday's Enemy                                                    | Val Guest                   | Michael Carreras                                                           | Egyesült Királyság                             |        |
| 1961 14. BAFTA-gála                                                                    |                                                                      |                             |                                                                            |                                                |        |
| Legénylakás                                                                            | The Apartment                                                        | Billy Wilder                | Billy Wilder                                                               | Amerikai Egyesült Államok                      |        |
| A dicsőség hangjai                                                                     | Tunes of Glory                                                       | Ronald Neame                | Colin Lesslie                                                              | Egyesült Királyság                             |        |
| A dühös csend                                                                          | The Angry Silence                                                    | Guy Green                   | Richard Attenborough, Bryan Forbes                                         | Egyesült Királyság                             |        |
| A fekete Orfeusz                                                                       | Orfeu negro                                                          | Marcel Camus                | Sacha Gordine                                                              | Brazília · Franciaország                       |        |
| A kaland                                                                               | L'avventura                                                          | Michelangelo Antonioni      | Cino Del Duca, Raymond és Robert Hakim, Amato Pennasilico, Luciano Perugia | Olaszország                                    |        |
| Aki szelet vet                                                                         | Inherit the Wind                                                     | Stanley Kramer              | Stanley Kramer                                                             | Amerikai Egyesült Államok                      |        |
| Az édes élet                                                                           | La dolce vita                                                        | Federico Fellini            | Giuseppe Amato, Angelo Rizzoli                                             | Olaszország · Franciaország                    |        |
| –––                                                                                    | Elmer Gantry                                                         | Richard Brooks              | Bernard Smith                                                              | Amerikai Egyesült Államok                      |        |
| Négyszáz csapás                                                                        | Les quatre cents coups                                               | François Truffaut           | François Truffaut, Georges Charlot                                         | Franciaország                                  |        |
| New York árnyai                                                                        | Shadows                                                              | John Cassavetes             | Maurice McEndree                                                           | Amerikai Egyesült Államok                      |        |
| Orfeusz végrendelete                                                                   | Le testament d'Orphée                                                | Jean Cocteau                | Jean Thuillier                                                             | Franciaország                                  |        |
| Oscar Wilde tárgyalásai                                                                | The Trials of Oscar Wilde                                            | Ken Hughes                  | Irving Allen, Albert R. Broccoli, Harold Huth                              | Egyesült Királyság                             |        |
| Spartacus                                                                              | Spartacus                                                            | Stanley Kubrick             | Edward Lewis                                                               | Amerikai Egyesült Államok                      |        |
| Szerelmem, Hirosima                                                                    | Hiroshima mon amour (二十四時間の情事, Nidzsújodzsikan nodzsódzsi)   | Alain Resnais               | Anatole Dauman, Samy Halfon                                                | Franciaország · Japán                          |        |
| Szeressünk!                                                                            | Let's Make Love                                                      | George Cukor                | Jerry Wald                                                                 | Amerikai Egyesült Államok                      |        |
| Szombat este, vasárnap reggel                                                          | Saturday Night and Sunday Morning                                    | Karel Reisz                 | Tony Richardson                                                            | Egyesült Királyság                             |        |
| Vasárnap soha                                                                          | Ποτέ την Κυριακή (Poté tin Kyriakí)                                  | Jules Dassin                | Jules Dassin                                                               | Görögország · Amerikai Egyesült Államok        |        |
| 1962 15. BAFTA-gála                                                                    |                                                                      |                             |                                                                            |                                                |        |
| Ballada a katonáról (ex æquo)                                                          | Баллада о солдате                                                    | Grigori Chukhrai            | M. Csernova                                                                | Szovjetunió                                    |        |
| A svindler (ex æquo)                                                                   | The Hustler                                                          | Robert Rossen               | Robert Rossen                                                              | Amerikai Egyesült Államok                      |        |
| A hosszú, az alacsony és a magas                                                       | The Long and the Short and the Tall                                  | Leslie Norman               | Michael Balcon                                                             | Egyesült Királyság                             |        |
| Apu világa                                                                             | অপুর সংসার, (Apur Sansar)                                               | Szatjadzsit Rá              | Szatjadzsit Rá                                                             | India                                          |        |
| Az ártatlanok                                                                          | The Innocents                                                        | Jack Clayton                | Jack Clayton                                                               | Egyesült Királyság                             |        |
| Az odú                                                                                 | Le trou                                                              | Jacques Becker              | Serge Silberman                                                            | Franciaország                                  |        |
| Csavargók                                                                              | The Sundowners                                                       | Fred Zinnemann              | Gerry Blatner                                                              | Egyesült Királyság                             |        |
| Egy csepp méz                                                                          | A Taste of Honey                                                     | Tony Richardson             | Tony Richardson                                                            | Egyesült Királyság                             |        |
| Fütyüld le a szelet                                                                    | Whistle Down the Wind                                                | Bryan Forbes                | Richard Attenborough                                                       | Egyesült Királyság                             |        |
| Ítélet Nürnbergben                                                                     | Judgment at Nuremberg                                                | Stanley Kramer              | Stanley Kramer                                                             | Amerikai Egyesült Államok                      |        |
| Rocco és fivérei                                                                       | Rocco e i suoi fratelli                                              | Luchino Visconti            | Goffredo Lombardo                                                          | Olaszország                                    |        |
| 1963 16. BAFTA-gála                                                                    |                                                                      |                             |                                                                            |                                                |        |
| Arábiai Lawrence                                                                       | Lawrence of Arabia                                                   | David Lean                  | Sam Spiegel                                                                | Egyesült Királyság                             |        |
| A csodatevő                                                                            | The Miracle Worker                                                   | Arthur Penn                 | Fred Coe                                                                   | Amerikai Egyesült Államok                      |        |
| A kutyás hölgy                                                                         | Дама с собачкой                                                      | Joszif Hejfic               |                                                                            | Szovjetunió                                    |        |
| A mandzsúriai jelölt                                                                   | The Manchurian Candidate                                             | John Frankenheimer          | George Axelrod, John Frankenheimer                                         | Amerikai Egyesült Államok                      |        |
| A pórul járt tizedes                                                                   | Le Caporal épinglé                                                   | Jean Renoir                 | Adry De Carbuccia, Roland Girard                                           | Franciaország                                  |        |
| Billy Budd                                                                             | Billy Budd                                                           | Peter Ustinov               | Peter Ustinov                                                              | Egyesült Királyság                             |        |
| Csak ketten játszhatják                                                                | Only Two Can Play                                                    | Sidney Gilliat              | Leslie Gilliat                                                             | Egyesült Királyság                             |        |
| Ez is szerelem                                                                         | A Kind of Loving                                                     | John Schlesinger            | Joseph Janni                                                               | Egyesült Királyság                             |        |
| Ilyen hosszú távollét                                                                  | Une aussi longue absence                                             | Henri Colpi                 | Alberto Barsanti, Claude Jaeger, Jacques Nahum                             | Franciaország · Olaszország                    |        |
| Jules és Jim                                                                           | Jules et Jim                                                         | François Truffaut           | Marcel Berbert, François Truffaut                                          | Franciaország                                  |        |
| Kiadó szoba                                                                            | The L-Shaped Room                                                    | Bryan Forbes                | Richard Attenborough, James Woolf                                          | Egyesült Királyság                             |        |
| Kopár sziget                                                                           | 裸の島, (Hadaka no Sima)                                             | Sindó Kaneto                | Sindó Kaneto, Macúra Eiszaku                                               | Japán                                          |        |
| Lola                                                                                   | Lola                                                                 | Jacques Demy                | Georges de Beauregard, Carlo Ponti                                         | Franciaország · Olaszország                    |        |
| Phaedra                                                                                | Φαίδρα                                                               | Jules Dassin                | Jules Dassin                                                               | Görögország · Amerikai Egyesült Államok        |        |
| Tavaly Marienbadban                                                                    | L'Année dernière à Marienbad                                         | Alain Resnais               | Pierre Courau, Raymond Froment                                             | Franciaország · Olaszország                    |        |
| –––                                                                                    | Tu ne tueras point                                                   | Claude Autant-Lara          | Moris Ergas                                                                | Franciaország · Jugoszlávia                    |        |
| Tükör által homályosan                                                                 | Såsom i en spegel                                                    | Ingmar Bergman              | Allan Ekelund                                                              | Svédország                                     |        |
| West Side Story                                                                        | West Side Story                                                      | Jerome Robbins, Robert Wise | Robert Wise                                                                | Amerikai Egyesült Államok                      |        |
| 1964 17. BAFTA-gála                                                                    |                                                                      |                             |                                                                            |                                                |        |
| Tom Jones                                                                              | Tom Jones                                                            | Tony Richardson             | Tony Richardson                                                            | Egyesült Királyság                             |        |
| 8½                                                                                     | Otto e mezzo                                                         | Federico Fellini            | Angelo Rizzoli                                                             | Olaszország                                    |        |
| A hazudós Billy                                                                        | Billy Liar                                                           | John Schlesinger            | Joseph Janni                                                               | Egyesült Királyság                             |        |
| A szolga                                                                               | The Servant                                                          | Joseph Losey                | Joseph Losey, Norman Priggen                                               | Egyesült Királyság                             |        |
| David és Lisa                                                                          | David and Lisa                                                       | Frank Perry                 | Paul M. Heller                                                             | Amerikai Egyesült Államok                      |        |
| Egy ember ára                                                                          | This Sporting Life                                                   | Lindsay Anderson            | Karel Reisz                                                                | Egyesült Királyság                             |        |
| Hud                                                                                    | Hud                                                                  | Martin Ritt                 | Irving Ravetch, Martin Ritt                                                | Amerikai Egyesült Államok                      |        |
| Kés a vízben                                                                           | Nóż w wodzie                                                         | Roman Polański              | Stanislaw Zylewicz                                                         | Lengyelország                                  |        |
| Míg tart a bor és friss a rózsa                                                        | Days of Wine and Roses                                               | Blake Edwards               | Martin Manulis                                                             | Amerikai Egyesült Államok                      |        |
| Nápoly négy napja                                                                      | Le quattro giornate di Napoli                                        | Nanni Loy                   | Goffredo Lombardo                                                          | Olaszország                                    |        |
| Ne bántsátok a feketerigót!                                                            | To Kill a Mockingbird                                                | Robert Mulligan             | Alan J. Pakula                                                             | Amerikai Egyesült Államok                      |        |
| Válás olasz módra                                                                      | Divorzio all'italiana                                                | Pietro Germi                | Franco Cristaldi                                                           | Olaszország                                    |        |
| 1965 18. BAFTA-gála                                                                    |                                                                      |                             |                                                                            |                                                |        |
| Dr. Strangelove, avagy rájöttem, hogy nem kell félni a bombától, meg is lehet szeretni | Dr. Strangelove or: How I Learned to Stop Worrying and Love the Bomb | Stanley Kubrick             | Stanley Kubrick                                                            | Egyesült Királyság · Amerikai Egyesült Államok |        |
| A vonat                                                                                | The Train                                                            | John Frankenheimer          | Jules Bricken                                                              | Egyesült Királyság                             |        |
| Becket                                                                                 | Becket                                                               | Peter Glenville             | Hal B. Wallis                                                              | Egyesült Királyság                             |        |
| Tökmagevő                                                                              | The Pumpkin Eater                                                    | Jack Clayton                | James Woolf                                                                | Egyesült Királyság                             |        |
| 1966 19. BAFTA-gála                                                                    |                                                                      |                             |                                                                            |                                                |        |
| My Fair Lady                                                                           | My Fair Lady                                                         | George Cukor                | Jack L. Warner                                                             | Amerikai Egyesült Államok                      |        |
| A csábítás trükkje                                                                     | The Knack ...and How to Get It                                       | Richard Lester              | Oscar Lewenstein                                                           | Egyesült Királyság                             |        |
| A domb                                                                                 | The Hill                                                             | Sidney Lumet                | Kenneth Hyman                                                              | Egyesült Királyság                             |        |
| Hamlet                                                                                 | Гамлет (Gamlet)                                                      | Grigorij Kozincev           |                                                                            | Szovjetunió                                    |        |
| Zorba, a görög                                                                         | Αλέξης Ζορμπάς (Alexisz Zorbász)                                     | Mihálisz Kakojánisz         | Mihálisz Kakojánisz                                                        | Görögország · Amerikai Egyesült Államok        |        |
| 1967 20. BAFTA-gála                                                                    |                                                                      |                             |                                                                            |                                                |        |
| Nem félünk a farkastól                                                                 | Who's Afraid of Virginia Woolf?                                      | Mike Nichols                | Ernest Lehman                                                              | Amerikai Egyesült Államok                      |        |
| A kém, aki a hidegből jött                                                             | The Spy Who Came in From The Cold                                    | Martin Ritt                 | Martin Ritt                                                                | Egyesült Királyság                             |        |
| Doktor Zsivágó                                                                         | Doctor Zhivago                                                       | David Lean                  | David Lean Carlo Ponti                                                     | Egyesült Királyság · Olaszország               |        |
| Morgan – Orvosi eset                                                                   | Morgan – A Suitable Case for Treatment                               | Karel Reisz                 | Leon Clore                                                                 | Egyesült Királyság                             |        |
| 1968 21. BAFTA-gála                                                                    |                                                                      |                             |                                                                            |                                                |        |
| Egy ember az örökkévalóságnak                                                          | A Man For All Seasons                                                | Fred Zinnemann              | Fred Zinnemann                                                             | Egyesült Királyság                             |        |
| Bonnie és Clyde                                                                        | Bonnie and Clyde                                                     | Arthur Penn                 | Warren Beatty                                                              | Amerikai Egyesült Államok                      |        |
| Egy férfi és egy nő                                                                    | Un homme et une femme                                                | Claude Lelouch              | Claude Lelouch                                                             | Franciaország                                  |        |
| Forró éjszakában                                                                       | In the Heat of the Night                                             | Norman Jewison              | Walter Mirisch                                                             | Amerikai Egyesült Államok                      |        |
| 1969 22. BAFTA-gála                                                                    |                                                                      |                             |                                                                            |                                                |        |
| Diploma előtt                                                                          | The Graduate                                                         | Mike Nichols                | Mike Nichols                                                               | Amerikai Egyesült Államok                      |        |
| 2001: Űrodüsszeia                                                                      | 2001: A Space Odyssey                                                | Stanley Kubrick             | Stanley Kubrick                                                            | Egyesült Királyság                             |        |
| Olivér                                                                                 | Oliver!                                                              | Carol Reed                  | John Woolf                                                                 | Egyesült Királyság                             |        |
| Szigorúan ellenőrzött vonatok                                                          | Ostře sledované vlaky                                                | Jiří Menzel                 | Dr. Zdenek Oves                                                            | Csehszlovákia                                  |        |

### 1970-es évek
| Év                                           | Film                                | Film                 | Rendező                                    | Producer                                         | Ország |
| Év                                           | Magyar cím                          | Eredeti cím          | Rendező                                    | Producer                                         | Ország |
| -------------------------------------------- | ----------------------------------- | -------------------- | ------------------------------------------ | ------------------------------------------------ | ------ |
| 1970 23. BAFTA-gála                          |                                     |                      |                                            |                                                  |        |
| Éjféli cowboy                                | Midnight Cowboy                     | John Schlesinger     | Jerome Hellman                             | Amerikai Egyesült Államok                        |        |
| Óh, az a csodálatos háború!                  | Oh! What a Lovely War               | Richard Attenborough | Richard Attenborough, Brian Duffy          | Egyesült Királyság                               |        |
| Szerelmes asszonyok                          | Women in Love                       | Ken Russell          | Larry Kramer                               | Egyesült Királyság                               |        |
| Z, avagy egy politikai gyilkosság anatómiája | Z                                   | Costa-Gavras         | Jacques Perrin, Ahmed Rachedi              | Algéria · Franciaország                          |        |
| 1971 24. BAFTA-gála                          |                                     |                      |                                            |                                                  |        |
| Butch Cassidy és a Sundance kölyök           | Butch Cassidy and the Sundance Kid  | George Roy Hill      | John Foreman                               | Amerikai Egyesült Államok                        |        |
| Kes                                          | Kes                                 | Kenneth Loach        | Tony Garnett                               | Egyesült Királyság                               |        |
| MASH                                         | M*A*S*H                             | Robert Altman        | Ingo Preminger                             | Amerikai Egyesült Államok                        |        |
| Ryan lánya                                   | Ryan's Daughter                     | David Lean           | Anthony Havelock-Allan                     | Egyesült Királyság                               |        |
| 1972 25. BAFTA-gála                          |                                     |                      |                                            |                                                  |        |
| Átkozott vasárnap                            | Sunday Bloody Sunday                | John Schlesinger     | Joseph Janni                               | Egyesült Királyság                               |        |
| A közvetítő                                  | The Go-Between                      | Joseph Losey         | John Heyman, Denis Johnson, Norman Priggen | Egyesült Királyság                               |        |
| Elszakadás                                   | Taking Off                          | Miloš Forman         | Alfred W. Crown                            | Amerikai Egyesült Államok                        |        |
| Halál Velencében                             | Morte a Venezia                     | Luchino Visconti     | Luchino Visconti                           | Olaszország · Franciaország                      |        |
| 1973 26. BAFTA-gála                          |                                     |                      |                                            |                                                  |        |
| Kabaré                                       | Cabaret                             | Bob Fosse            | Cy Feuer                                   | Amerikai Egyesült Államok                        |        |
| Az utolsó mozielőadás                        | The Last Picture Show               | Peter Bogdanovich    | Stephen J. Friedman                        | Amerikai Egyesült Államok                        |        |
| Francia kapcsolat                            | The French Connection               | William Friedkin     | Philip D'Antoni                            | Amerikai Egyesült Államok                        |        |
| Mechanikus narancs                           | A Clockwork Orange                  | Stanley Kubrick      | Stanley Kubrick                            | Egyesült Királyság                               |        |
| 1974 27. BAFTA-gála                          |                                     |                      |                                            |                                                  |        |
| Amerikai éjszaka                             | La Nuit américaine                  | François Truffaut    | Marcel Berbert                             | Franciaország                                    |        |
| A burzsoázia diszkrét bája                   | Le Charme discret de la bourgeoisie | Luis Buñuel          | Serge Silberman                            | Franciaország · Olaszország · Spanyolország      |        |
| A Sakál napja                                | The Day of the Jackal               | Fred Zinnemann       | John Woolf                                 | Egyesült Királyság · Franciaország               |        |
| Ne nézz vissza!                              | Don't Look Now                      | Nicolas Roeg         | Peter Katz                                 | Egyesült Királyság · Olaszország                 |        |
| 1975 28. BAFTA-gála                          |                                     |                      |                                            |                                                  |        |
| Lacombe Lucien                               | Lacombe, Lucien                     | Louis Malle          | Louis Malle, Claude Nedjar                 | Franciaország · Nyugat-Németország · Olaszország |        |
| Az utolsó szolgálat                          | The Last Detail                     | Hal Ashby            | Gerald Ayres                               | Amerikai Egyesült Államok                        |        |
| Gyilkosság az Orient expresszen              | Murder on the Orient Express        | Sidney Lumet         | John Brabourne, Richard B. Goodwin         | Egyesült Királyság                               |        |
| Kínai negyed                                 | Chinatown                           | Roman Polański       | Robert Evans                               | Amerikai Egyesült Államok                        |        |
| 1976 29. BAFTA-gála                          |                                     |                      |                                            |                                                  |        |
| Alice már nem lakik itt                      | Alice Doesn't Live Here Anymore     | Martin Scorsese      | Audrey Maas, David Susskind                | Amerikai Egyesült Államok                        |        |
| A cápa                                       | Jaws                                | Steven Spielberg     | David Brown, Richard D. Zanuck             | Amerikai Egyesült Államok                        |        |
| Barry Lyndon                                 | Barry Lyndon                        | Stanley Kubrick      | Stanley Kubrick                            | Egyesült Királyság                               |        |
| Kánikulai délután                            | Dog Day Afternoon                   | Sidney Lumet         | Martin Bregman, Martin Elfand              | Amerikai Egyesült Államok                        |        |
| 1977 30. BAFTA-gála                          |                                     |                      |                                            |                                                  |        |
| Száll a kakukk fészkére                      | One Flew Over the Cuckoo's Nest     | Miloš Forman         | Michael Douglas, Saul Zaentz               | Amerikai Egyesült Államok                        |        |
| Az elnök emberei                             | All the President's Men             | Alan J. Pakula       | Walter Coblenz                             | Amerikai Egyesült Államok                        |        |
| Bugsy Malone                                 | Bugsy Malone                        | Alan Parker          | Alan Marshall                              | Egyesült Királyság                               |        |
| Taxisofőr                                    | Taxi Driver                         | Martin Scorsese      | Julia Phillips, Michael Phillips           | Amerikai Egyesült Államok                        |        |
| 1978 31. BAFTA-gála                          |                                     |                      |                                            |                                                  |        |
| Annie Hall                                   | Annie Hall                          | Woody Allen          | Charles H. Joffe, Jack Rollins             | Amerikai Egyesült Államok                        |        |
| A híd túl messze van                         | A Bridge Too Far                    | Richard Attenborough | Joseph E. Levine, Richard P. Levine        | Egyesült Királyság · Amerikai Egyesült Államok   |        |
| Hálózat                                      | Network                             | Sidney Lumet         | Howard Gottfried                           | Amerikai Egyesült Államok                        |        |
| Rocky                                        | Rocky                               | John G. Avildsen     | Robert Chartoff, Irwin Winkler             | Amerikai Egyesült Államok                        |        |
| 1979 32. BAFTA-gála                          |                                     |                      |                                            |                                                  |        |
| Júlia                                        | Julia                               | Fred Zinnemann       | Richard Roth                               | Amerikai Egyesült Államok                        |        |
| Csillagok háborúja                           | Star Wars                           | George Lucas         | Gary Kurtz                                 | Amerikai Egyesült Államok                        |        |
| Éjféli expressz                              | Midnight Express                    | Alan Parker          | Alan Marshall, David Puttnam               | Egyesült Királyság                               |        |
| Harmadik típusú találkozások                 | Close Encounters of the Third Kind  | Steven Spielberg     | Julia Phillips, Michael Phillips           | Amerikai Egyesült Államok                        |        |

### 1980-as évek
| Év                                     | Film                          | Film                 | Rendező                                                       | Producer                                           | Ország |
| Év                                     | Magyar cím                    | Eredeti cím          | Rendező                                                       | Producer                                           | Ország |
| -------------------------------------- | ----------------------------- | -------------------- | ------------------------------------------------------------- | -------------------------------------------------- | ------ |
| 1980 33. BAFTA-gála                    |                               |                      |                                                               |                                                    |        |
| Manhattan                              | Manhattan                     | Woody Allen          | Charles H. Joffe                                              | Amerikai Egyesült Államok                          |        |
| Apokalipszis most                      | Apocalypse Now                | Francis Coppola      | Francis Coppola                                               | Amerikai Egyesült Államok                          |        |
| A szarvasvadász                        | The Deer Hunter               | Michael Cimino       | Michael Cimino, Michael Deeley, John Peverall, Barry Spikings | Amerikai Egyesült Államok                          |        |
| Kína-szindróma                         | The China Syndrome            | James Bridges        | Michael Douglas                                               | Amerikai Egyesült Államok                          |        |
| 1981 34. BAFTA-gála                    |                               |                      |                                                               |                                                    |        |
| Az elefántember                        | The Elephant Man              | David Lynch          | Jonathan Sanger                                               | Amerikai Egyesült Államok                          |        |
| Az árnyéklovas                         | 影武者, (Kagemusa))           | Kuroszava Akira      | Kuroszava Akira                                               | Japán                                              |        |
| Isten hozta, Mister!                   | Being There                   | Hal Ashby            | Andrew Braunsberg                                             | Amerikai Egyesült Államok                          |        |
| Kramer kontra Kramer                   | Kramer vs. Kramer             | Robert Benton        | Stanley R. Jaffe                                              | Amerikai Egyesült Államok                          |        |
| 1982 35. BAFTA-gála                    |                               |                      |                                                               |                                                    |        |
| Tűzszekerek                            | Chariots of Fire              | Hugh Hudson          | David Puttnam                                                 | Egyesült Királyság                                 |        |
| A francia hadnagy szeretője            | The French Lieutenant's Woman | Karel Reisz          | Leon Clore                                                    | Egyesült Királyság                                 |        |
| Atlantic City                          | Atlantic City                 | Louis Malle          | Denis Héroux, John Kemeny                                     | Franciaország · Kanada · Amerikai Egyesült Államok |        |
| Az elveszett frigyláda fosztogatói     | Raiders of the Lost Ark       | Steven Spielberg     | Frank Marshall                                                | Amerikai Egyesült Államok                          |        |
| Gregory barátnője                      | Gregory's Girl                | Bill Forsyth         | Davina Belling, Clive Parsons                                 | Egyesült Királyság                                 |        |
| 1983 36. BAFTA-gála                    |                               |                      |                                                               |                                                    |        |
| Gandhi                                 | Gandhi                        | Richard Attenborough | Richard Attenborough                                          | Egyesült Királyság · India                         |        |
| Az aranytó                             | On Golden Pond                | Mark Rydell          | Bruce Gilbert                                                 | Amerikai Egyesült Államok                          |        |
| Eltűntnek nyilvánítva                  | Missing                       | Costa-Gavras         | Edward Lewis, Mildred Lewis                                   | Amerikai Egyesült Államok                          |        |
| E. T., a földönkívüli                  | E.T. the Extra-Terrestrial    | Steven Spielberg     | Kathleen Kennedy, Steven Spielberg                            | Amerikai Egyesült Államok                          |        |
| 1984 37. BAFTA-gála                    |                               |                      |                                                               |                                                    |        |
| Rita többet akar – Szebb dalt énekelni | Educating Rita                | Lewis Gilbert        | Lewis Gilbert                                                 | Egyesült Királyság                                 |        |
| Aranyoskám                             | Tootsie                       | Sydney Pollack       | Sydney Pollack, Dick Richards                                 | Amerikai Egyesült Államok                          |        |
| Hőség és homok                         | Heat and Dust                 | James Ivory          | Ismail Merchant                                               | Egyesült Királyság                                 |        |
| Porunk hőse                            | Local Hero                    | Bill Forsyth         | David Puttnam                                                 | Egyesült Királyság                                 |        |
| 1985 38. BAFTA-gála                    |                               |                      |                                                               |                                                    |        |
| Gyilkos mezők                          | The Killing Fields            | Roland Joffé         | David Puttnam                                                 | Egyesült Királyság                                 |        |
| Az öltöztető                           | The Dresser                   | Peter Yates          | Ronald Harwood, Peter Yates                                   | Egyesült Királyság                                 |        |
| Magánpraxis                            | A Private Function            | Malcolm Mowbray      | Mark Shivas                                                   | Egyesült Királyság                                 |        |
| Párizs, Texas                          | Paris, Texas                  | Wim Wenders          | Anatole Dauman, Don Guest                                     | Nyugat-Németország · Franciaország                 |        |
| 1986 39. BAFTA-gála                    |                               |                      |                                                               |                                                    |        |
| Kairó bíbor rózsája                    | The Purple Rose of Cairo      | Woody Allen          | Robert Greenhut, Woody Allen                                  | Amerikai Egyesült Államok                          |        |
| A kis szemtanú                         | Witness                       | Peter Weir           | Edward S. Feldman, Peter Weir                                 | Amerikai Egyesült Államok                          |        |
| Amadeus                                | Amadeus                       | Miloš Forman         | Saul Zaentz, Miloš Forman                                     | Amerikai Egyesült Államok                          |        |
| Út Indiába                             | A Passage to India            | David Lean           | John Brabourne, Richard B. Goodwin, David Lean                | Egyesült Királyság                                 |        |
| Vissza a jövőbe                        | Back to the Future            | Robert Zemeckis      | Neil Canton, Bob Gale, Robert Zemeckis                        | Amerikai Egyesült Államok                          |        |
| 1987 40. BAFTA-gála                    |                               |                      |                                                               |                                                    |        |
| Szoba kilátással                       | A Room with a View            | James Ivory          | Ismail Merchant, James Ivory                                  | Egyesült Királyság                                 |        |
| A misszió                              | The Mission                   | Roland Joffé         | Fernando Ghia, David Puttnam, Roland Joffé                    | Egyesült Királyság                                 |        |
| Hannah és nővérei                      | Hannah and Her Sisters        | Woody Allen          | Robert Greenhut, Woody Allen                                  | Amerikai Egyesült Államok                          |        |
| Mona Lisa                              | Mona Lisa                     | Neil Jordan          | Patrick Cassavetti, Stephen Woolley, Neil Jordan              | Egyesült Királyság                                 |        |
| 1988 41. BAFTA-gála                    |                               |                      |                                                               |                                                    |        |
| A Paradicsom…                          | Jean de Florette              | Claude Berri         | Claude Berri                                                  | Franciaország · Svájc · Olaszország                |        |
| A rádió aranykora                      | Radio Days                    | Woody Allen          | Robert Greenhut                                               | Amerikai Egyesült Államok                          |        |
| Kiálts szabadságot!                    | Cry Freedom                   | Richard Attenborough | Richard Attenborough                                          | Egyesült Királyság                                 |        |
| Remény és dicsőség                     | Hope and Glory                | John Boorman         | John Boorman                                                  | Egyesült Királyság                                 |        |
| 1989 42. BAFTA-gála                    |                               |                      |                                                               |                                                    |        |
| Az utolsó császár                      | L'ultimo imperatore           | Bernardo Bertolucci  | Jeremy Thomas, Bernardo Bertolucci                            | , China                                            |        |
| A hal neve: Wanda                      | A Fish Called Wanda           | Charles Crichton     | Michael Shamberg                                              | Egyesült Királyság · Amerikai Egyesült Államok     |        |
| Babette lakomája                       | Babette's Feast               | Gabriel Axel         | Just Betzer, Bo Christensen                                   | Dánia                                              |        |
| Viszontlátásra, gyerekek!              | Au revoir les enfants         | Louis Malle          | Louis Malle                                                   | Franciaország · Nyugat-Németország                 |        |

### 1990-es évek
| Év                                    | Film                        | Film                  | Rendező                                                                     | Producer                                       | Ország |
| Év                                    | Magyar cím                  | Eredeti cím           | Rendező                                                                     | Producer                                       | Ország |
| ------------------------------------- | --------------------------- | --------------------- | --------------------------------------------------------------------------- | ---------------------------------------------- | ------ |
| 1990 43. BAFTA-gála                   |                             |                       |                                                                             |                                                |        |
| Holt költők társasága                 | Dead Poets Society          | Peter Weir            | Steven Haft, Paul Junger Witt, Tony Thomas                                  | Amerikai Egyesült Államok                      |        |
| A bal lábam – Christy Brown története | My Left Foot                | Jim Sheridan          | Noel Pearson                                                                | Írország                                       |        |
| Harry és Sally                        | When Harry Met Sally...     | Rob Reiner            | Rob Reiner, Andrew Scheinman                                                | Amerikai Egyesült Államok                      |        |
| Shirley Valentine                     | Shirley Valentine           | Lewis Gilbert         | Lewis Gilbert                                                               | Egyesült Királyság                             |        |
| 1991 44. BAFTA-gála                   |                             |                       |                                                                             |                                                |        |
| Nagymenők                             | Goodfellas                  | Martin Scorsese       | Robert Chartoff, Irwin Winkler                                              | Amerikai Egyesült Államok                      |        |
| Bűnök és vétkek                       | Crimes and Misdemeanors     | Woody Allen           | Robert Greenhut                                                             | Amerikai Egyesült Államok                      |        |
| Micsoda nő!                           | Pretty Woman                | Garry Marshall        | Arnon Milchan, Steven Reuther                                               | Amerikai Egyesült Államok                      |        |
| Miss Daisy sofőrje                    | Driving Miss Daisy          | Bruce Beresford       | Lili Fini Zanuck, Richard D. Zanuck                                         | Amerikai Egyesült Államok                      |        |
| 1992 45. BAFTA-gála                   |                             |                       |                                                                             |                                                |        |
| –––                                   | The Commitments             | Alan Parker           | Lynda Myles, Roger Randall-Cutler                                           | Írország · Egyesült Királyság                  |        |
| A bárányok hallgatnak                 | The Silence of the Lambs    | Jonathan Demme        | Ron Bozman, Edward Saxon, Kenneth Utt                                       | Amerikai Egyesült Államok                      |        |
| Farkasokkal táncoló                   | Dances with Wolves          | Kevin Costner         | Kevin Costner, Jim Wilson                                                   | Amerikai Egyesült Államok                      |        |
| Thelma és Louise                      | Thelma & Louise             | Ridley Scott          | Mimi Polk Gitlin                                                            | Amerikai Egyesült Államok                      |        |
| 1993 46. BAFTA-gála                   |                             |                       |                                                                             |                                                |        |
| Szellem a házban                      | Howards End                 | James Ivory           | Ismail Merchant                                                             | Egyesült Királyság                             |        |
| A játékos                             | The Player                  | Robert Altman         | David Brown, Michael Tolkin, Nick Wechsler                                  | Amerikai Egyesült Államok                      |        |
| Kötelező táncok                       | Strictly Ballroom           | Baz Luhrmann          | Tristram Miall                                                              | Ausztrália                                     |        |
| Nincs bocsánat                        | Unforgiven                  | Clint Eastwood        | Clint Eastwood                                                              | Amerikai Egyesült Államok                      |        |
| Síró játék                            | The Crying Game             | Neil Jordan           | Stephen Woolley                                                             | Egyesült Királyság · Írország                  |        |
| 1994 47. BAFTA-gála                   |                             |                       |                                                                             |                                                |        |
| Schindler listája                     | Schindler's List            | Steven Spielberg      | Branko Lustig, Gerald R. Molen, Steven Spielberg                            | Amerikai Egyesült Államok                      |        |
| Árnyékország                          | Shadowlands                 | Richard Attenborough  | Richard Attenborough, Brian Eastman                                         | Egyesült Királyság                             |        |
| Napok romjai                          | The Remains of the Day      | James Ivory           | John Calley, Ismail Merchant, Mike Nichols, James Ivory                     | Egyesült Királyság · Amerikai Egyesült Államok |        |
| Zongoralecke                          | The Piano                   | Jane Campion          | Jan Chapman                                                                 | Új-Zéland · Ausztrália                         |        |
| 1995 48. BAFTA-gála                   |                             |                       |                                                                             |                                                |        |
| Négy esküvő és egy temetés            | Four Weddings and a Funeral | Mike Newell           | Duncan Kenworthy                                                            | Egyesült Királyság                             |        |
| Forrest Gump                          | Forrest Gump                | Robert Zemeckis       | Wendy Finerman, Steve Starkey, Steve Tisch                                  | Amerikai Egyesült Államok                      |        |
| Kvíz Show                             | Quiz Show                   | Robert Redford        | Michael Jacobs, Julian Krainin, Michael Nozik                               | Amerikai Egyesült Államok                      |        |
| Ponyvaregény                          | Pulp Fiction                | Quentin Tarantino     | Lawrence Bender                                                             | Amerikai Egyesült Államok                      |        |
| 1996 49. BAFTA-gála                   |                             |                       |                                                                             |                                                |        |
| Értelem és érzelem                    | Sense and Sensibility       | Li An (李安, Ang Lee) | Lindsay Doran                                                               | Egyesült Királyság                             |        |
| Babe                                  | Babe                        | Chris Noonan          | Bill Miller, George Miller, Doug Mitchell                                   | Ausztrália · Amerikai Egyesült Államok         |        |
| György király                         | The Madness of King George  | Nicholas Hytner       | Stephen Evans, David Parfitt                                                | Egyesült Királyság                             |        |
| Közönséges bűnözők                    | The Usual Suspects          | Bryan Singer          | Michael McDonnell                                                           | Amerikai Egyesült Államok                      |        |
| 1997 50. BAFTA-gála                   |                             |                       |                                                                             |                                                |        |
| Az angol beteg                        | The English Patient         | Anthony Minghella     | Saul Zaentz                                                                 | Amerikai Egyesült Államok                      |        |
| Fargo                                 | Fargo                       | Joel Coen             | Ethan Coen                                                                  | Amerikai Egyesült Államok                      |        |
| Ragyogj!                              | Shine                       | Scott Hicks           | Jane Scott                                                                  | Ausztrália                                     |        |
| Titkok és hazugságok                  | Secrets & Lies              | Mike Leigh            | Simon Channing-Williams                                                     | Egyesült Királyság                             |        |
| 1998 51. BAFTA-gála                   |                             |                       |                                                                             |                                                |        |
| Alul semmi                            | The Full Monty              | Peter Cattaneo        | Uberto Pasolini                                                             | Egyesült Királyság                             |        |
| Botrány a birodalomban                | Mrs Brown                   | John Madden           | Sarah Curtis                                                                | Egyesült Királyság                             |        |
| Szigorúan bizalmas                    | L.A. Confidential           | Curtis Hanson         | Curtis Hanson, Arnon Milchan, Michael Nathanson                             | Amerikai Egyesült Államok                      |        |
| Titanic                               | Titanic                     | James Cameron         | James Cameron, Jon Landau                                                   | Amerikai Egyesült Államok                      |        |
| 1999 52. BAFTA-gála                   |                             |                       |                                                                             |                                                |        |
| Szerelmes Shakespeare                 | Shakespeare in Love         | John Madden           | Donna Gigliotti, Marc Norman, David Parfitt, Harvey Weinstein, Edward Zwick | Amerikai Egyesült Államok                      |        |
| Elizabeth                             | Elizabeth                   | Shekhar Kapur         | Tim Bevan, Eric Fellner, Alison Owen                                        | Egyesült Királyság                             |        |
| Ryan közlegény megmentése             | Saving Private Ryan         | Steven Spielberg      | Ian Bryce, Mark Gordon, Gary Levinsohn, Steven Spielberg                    | Amerikai Egyesült Államok                      |        |
| Truman Show                           | The Truman Show             | Peter Weir            | Edward S. Feldman, Andrew Niccol, Scott Rudin, Adam Schroeder               | Amerikai Egyesült Államok                      |        |

### 2000-es évek
| Év                                        | Film                                              | Film                             | Rendező                                                     | Producer                                                         | Ország |
| Év                                        | Magyar cím                                        | Eredeti cím                      | Rendező                                                     | Producer                                                         | Ország |
| ----------------------------------------- | ------------------------------------------------- | -------------------------------- | ----------------------------------------------------------- | ---------------------------------------------------------------- | ------ |
| 2000 53. BAFTA-gála                       |                                                   |                                  |                                                             |                                                                  |        |
| Amerikai szépség                          | American Beauty                                   | Sam Mendes                       | Bruce Cohen, Dan Jinks                                      | Amerikai Egyesült Államok                                        |        |
| A Kelet az Kelet                          | East is East                                      | Damien O'Donnell                 | Leslee Udwin                                                | Egyesült Királyság                                               |        |
| A tehetséges Mr. Ripley                   | The Talented Mr. Ripley                           | Anthony Minghella                | William Horberg, Tom Sternberg                              |                                                                  |        |
| Egy kapcsolat vége                        | The End of the Affair                             | Neil Jordan                      | Neil Jordan, Stephen Woolley                                | Egyesült Királyság · Amerikai Egyesült Államok                   |        |
| Hatodik érzék                             | The Sixth Sense                                   | M. Night Shyamalan               | Frank Marshall, Kathleen Kennedy, Barry Mendel              | Amerikai Egyesült Államok                                        |        |
| 2001 54. BAFTA-gála                       |                                                   |                                  |                                                             | Amerikai Egyesült Államok                                        |        |
| Gladiátor                                 | Gladiator                                         | Ridley Scott                     | David Franzoni, Branko Lustig, Douglas Wick                 | Amerikai Egyesült Államok · Egyesült Királyság                   |        |
| Billy Elliot                              | Billy Elliot                                      | Stephen Daldry                   | Greg Brenman, Jon Finn                                      | Egyesült Királyság                                               |        |
| Erin Brockovich – Zűrös természet         | Erin Brockovich                                   | Steven Soderbergh                | Danny DeVito, Michael Shamberg, Stacey Sher                 | Amerikai Egyesült Államok                                        |        |
| Majdnem híres                             | Almost Famous                                     | Cameron Crowe                    | Ian Bryce, Cameron Crowe                                    | Amerikai Egyesült Államok                                        |        |
| Tigris és sárkány                         | Vo hu cang lung (卧虎藏龙, Wòhǔ Cánglóng)         | Li An (李安, Ang Lee)            | Hszü Likung (Xu Ligong) Bill Kong, Li An (Ang Lee)          | Tajvan · Kína · Hong Kong                                        |        |
| 2002 55. BAFTA-gála                       |                                                   |                                  |                                                             |                                                                  |        |
| A Gyűrűk Ura: A Gyűrű Szövetsége          | The Lord of the Rings: The Fellowship of the Ring | Peter Jackson                    | Peter Jackson, Barrie M. Osborne, Tim Sanders, Fran Walsh   | Új-Zéland · Amerikai Egyesült Államok                            |        |
| Amélie csodálatos élete                   | Le Fabuleux Destin d’Amélie Poulain               | Jean-Pierre Jeunet               | Jean-Marc Deschamps, Claudie Ossard                         | Franciaország                                                    |        |
| Egy csodálatos elme                       | A Beautiful Mind                                  | Ron Howard                       | Brian Grazer, Ron Howard                                    | Amerikai Egyesült Államok                                        |        |
| Moulin Rouge!                             | Moulin Rouge!                                     | Baz Luhrmann                     | Fred Baron, Martin Brown, Baz Luhrmann                      | Ausztrália · Amerikai Egyesült Államok                           |        |
| Shrek                                     | Shrek                                             | Andrew Adamson, Vicky Jenson     | Jeffrey Katzenberg, Aron Warner, John H. Williams           | Amerikai Egyesült Államok                                        |        |
| 2003 56. BAFTA-gála                       |                                                   |                                  |                                                             |                                                                  |        |
| A zongorista                              | The Pianist                                       | Roman Polański                   | Robert Benmussa, Roman Polański, Alain Sarde                | Franciaország · Németország · Egyesült Királyság · Lengyelország |        |
| A Gyűrűk Ura: A két torony                | The Lord of the Rings: The Two Towers             | Peter Jackson                    | Peter Jackson, Barrie M. Osborne, Fran Walsh                | Új-Zéland · Amerikai Egyesült Államok                            |        |
| Az órák                                   | The Hours                                         | Stephen Daldry                   | Robert Fox, Scott Rudin                                     | Amerikai Egyesült Államok · Egyesült Királyság                   |        |
| Chicago                                   | Chicago                                           | Rob Marshall                     | Martin Richards                                             | Amerikai Egyesült Államok                                        |        |
| New York bandái                           | Gangs of New York                                 | Martin Scorsese                  | Alberto Grimaldi, Harvey Weinstein                          | Amerikai Egyesült Államok                                        |        |
| 2004 57. BAFTA-gála                       |                                                   |                                  |                                                             |                                                                  |        |
| A Gyűrűk Ura: A király visszatér          | The Lord of the Rings: The Return of the King     | Peter Jackson                    | Peter Jackson, Barrie M. Osborne, Fran Walsh                | Új-Zéland · Amerikai Egyesült Államok                            |        |
| Elveszett jelentés                        | Lost in Translation                               | Sofia Coppola                    | Sofia Coppola, Ross Katz                                    | Amerikai Egyesült Államok                                        |        |
| Hideghegy                                 | Cold Mountain                                     | Anthony Minghella                | Albert Berger, William Horberg, Sydney Pollack, Ron Yerxa   | Amerikai Egyesült Államok · Egyesült Királyság                   |        |
| Kapitány és katona: A világ túlsó oldalán | Master and Commander: The Far Side of the World   | Peter Weir                       | Samuel Goldwyn Jr., Duncan Henderson, Peter Weir            | Amerikai Egyesült Államok                                        |        |
| Nagy Hal                                  | Big Fish                                          | Tim Burton                       | Bruce Cohen, Dan Jinks, Richard D. Zanuck                   | Amerikai Egyesült Államok                                        |        |
| 2005 58. BAFTA-gála                       |                                                   |                                  |                                                             |                                                                  |        |
| Aviátor                                   | The Aviator                                       | Martin Scorsese                  | Sandy Climan, Charles Evans, Jr., Graham King, Michael Mann | Amerikai Egyesült Államok                                        |        |
| Che Guevara: A motoros naplója            | The Motorcycle Diaries (Diarios de motocicleta)   | Walter Salles                    | Michael Nozik, Edgard Tenenbaum, Karen Tenkhoff             | Argentína · Brazília                                             |        |
| Egy makulátlan elme örök ragyogása        | Eternal Sunshine of the Spotless Mind             | Michel Gondry                    | Anthony Bregman, Steve Golin                                | Amerikai Egyesült Államok                                        |        |
| Én, Pán Péter                             | Finding Neverland                                 | Marc Forster                     | Nellie Bellflower, Richard N. Gladstein                     | Egyesült Királyság · Amerikai Egyesült Államok                   |        |
| Vera Drake                                | Vera Drake                                        | Mike Leigh                       | Simon Channing-Williams, Alain Sarde                        | Egyesült Királyság                                               |        |
| 2006 59. BAFTA-gála                       |                                                   |                                  |                                                             |                                                                  |        |
| Brokeback Mountain – Túl a barátságon     | Brokeback Mountain                                | Li An (李安, Ang Lee)            | Diana Ossana, James Schamus                                 | Amerikai Egyesült Államok                                        |        |
| Az elszánt diplomata                      | The Constant Gardener                             | Fernando Meirelles               | Simon Channing Williams                                     | Egyesült Királyság                                               |        |
| Capote                                    | Capote                                            | Bennett Miller                   | Caroline Baron, Michael Ohoven, William Vince               | Amerikai Egyesült Államok · Kanada                               |        |
| Jó estét, jó szerencsét!                  | Good Night, and Good Luck.                        | George Clooney                   | Grant Heslov                                                | Amerikai Egyesült Államok                                        |        |
| Ütközések                                 | Crash                                             | Paul Haggis                      | Don Cheadle, Cathy Schulman, Bob Yari                       | Amerikai Egyesült Államok                                        |        |
| 2007 60. BAFTA-gála                       |                                                   |                                  |                                                             |                                                                  |        |
| A királynő                                | The Queen                                         | Stephen Frears                   | Tracey Seaward, Christine Langan, Andy Harries              | Egyesült Királyság                                               |        |
| A család kicsi kincse                     | Little Miss Sunshine                              | Jonathan Dayton, Valerie Faris   | David T. Friendly, Peter Saraf, Marc Turtletaub             | Amerikai Egyesült Államok                                        |        |
| A tégla                                   | The Departed                                      | Martin Scorsese                  | Brad Pitt, Brad Grey, Graham King                           | Amerikai Egyesült Államok                                        |        |
| Az utolsó skót király                     | The Last King of Scotland                         | Kevin Macdonald                  | Andrea Calderwood, Lisa Bryer, Charles Steel                | Egyesült Királyság                                               |        |
| Bábel                                     | Babel                                             | Alejandro González Iñárritu      | Alejandro González Iñárritu, Jon Kilik, Steve Golin         | Amerikai Egyesült Államok · Mexikó                               |        |
| 2008 61. BAFTA-gála                       |                                                   |                                  |                                                             |                                                                  |        |
| Vágy és vezeklés                          | Atonement                                         | Joe Wright                       | Tim Bevan, Eric Fellner, Paul Webster                       | Egyesült Királyság                                               |        |
| A mások élete                             | Das Leben der Anderen                             | Florian Henckel von Donnersmarck | Quirin Berg, Max Wiedemann                                  | Németország                                                      |        |
| Amerikai gengszter                        | American Gangster                                 | Ridley Scott                     | Brian Grazer, Ridley Scott                                  | Amerikai Egyesült Államok                                        |        |
| Nem vénnek való vidék                     | No Country for Old Men                            | Joel és Ethan Coen               | Coen testvérek, Scott Rudin                                 | Amerikai Egyesült Államok                                        |        |
| Vérző olaj                                | There Will Be Blood                               | Paul Thomas Anderson             | JoAnne Sellar, Daniel Lupi                                  | Amerikai Egyesült Államok                                        |        |
| 2009 62. BAFTA-gála                       |                                                   |                                  |                                                             |                                                                  |        |
| Gettómilliomos                            | Slumdog Millionaire                               | Danny Boyle                      | Christian Colson                                            | Egyesült Királyság                                               |        |
| A felolvasó                               | The Reader                                        | Stephen Daldry                   | Anthony Minghella, Sydney Pollack, Scott Rudin              | Amerikai Egyesült Államok · Németország                          |        |
| Benjamin Button különös élete             | The Curious Case of Benjamin Button               | David Fincher                    | Kathleen Kennedy, Frank Marshall, Ray Stark                 | Amerikai Egyesült Államok                                        |        |
| Frost/Nixon                               | Frost/Nixon                                       | Ron Howard                       | Ron Howard, Brian Grazer, Tim Bevan, Eric Fellner           | Amerikai Egyesült Államok · Egyesült Királyság                   |        |
| Milk                                      | Milk                                              | Gus Van Sant                     | Dan Jinks, Bruce Cohen                                      | Amerikai Egyesült Államok                                        |        |

### 2010-es évek
| Év                                       | Film                                            | Film                  | Rendező                                                                                | Producer                                                | Ország |
| Év                                       | Magyar cím                                      | Eredeti cím           | Rendező                                                                                | Producer                                                | Ország |
| ---------------------------------------- | ----------------------------------------------- | --------------------- | -------------------------------------------------------------------------------------- | ------------------------------------------------------- | ------ |
| 2010 63. BAFTA-gála                      |                                                 |                       |                                                                                        |                                                         |        |
| A bombák földjén                         | The Hurt Locker                                 | Kathryn Bigelow       | Kathryn Bigelow, Mark Boal, Nicolas Chartier, Greg Shapiro                             | Amerikai Egyesült Államok                               |        |
| Avatar                                   | Avatar                                          | James Cameron         | James Cameron, Jon Landau                                                              | Amerikai Egyesült Államok                               |        |
| Egek ura                                 | Up in the Air                                   | Jason Reitman         | Ivan Reitman, Jason Reitman, Daniel Dubiecki                                           | Amerikai Egyesült Államok                               |        |
| Egy lányról                              | An Education                                    | Lone Scherfig         | Finola Dwyer, Amanda Posey                                                             | Egyesült Királyság                                      |        |
| Precious – A boldogság ára               | Precious                                        | Lee Daniels           | Lee Daniels, Sarah Siegel-Magness, Gary Magness                                        | Amerikai Egyesült Államok                               |        |
| 2011 64. BAFTA-gála                      |                                                 |                       |                                                                                        |                                                         |        |
| A király beszéde                         | The King's Speech                               | Tom Hooper            | Iain Canning, Emile Sherman, Gareth Unwin                                              | Egyesült Királyság · Ausztrália                         |        |
| A félszemű                               | True Grit                                       | Joel és Ethan Coen    | Coen testvérek, Scott Rudin                                                            | Amerikai Egyesült Államok                               |        |
| Eredet                                   | Inception                                       | Christopher Nolan     | Christopher Nolan, Emma Thomas                                                         | Egyesült Királyság                                      |        |
| Fekete hattyú                            | Black Swan                                      | Darren Aronofsky      | Darren Aronofsky, Scott Franklin, Mike Medavoy, Arnold Messer, Brian Oliver            | Amerikai Egyesült Államok                               |        |
| Social Network – A közösségi háló        | The Social Network                              | David Fincher         | David Fincher, Scott Rudin, Dana Brunetti, Michael De Luca, Ceán Chaffin, Kevin Spacey | Amerikai Egyesült Államok                               |        |
| 2012 65. BAFTA-gála                      |                                                 |                       |                                                                                        |                                                         |        |
| The Artist – A némafilmes                | The Artist                                      | Michel Hazanavicius   | Thomas Langmann                                                                        | Franciaország                                           |        |
| A segítség                               | The Help                                        | Tate Taylor           | Brunson Green, Chris Columbus, Michael Barnathan                                       | Amerikai Egyesült Államok                               |        |
| Drive – Gázt!                            | Drive                                           | Nicolas Winding Refn  | Adam Siegel, Marc Platt                                                                | Amerikai Egyesült Államok                               |        |
| Suszter, szabó, baka, kém                | Tinker Tailor Soldier Spy                       | Tomas Alfredson       | Tim Bevan, Robyn Slovo, Eric Fellner                                                   | Amerikai Egyesült Államok                               |        |
| Utódok                                   | The Descendants                                 | Alexander Payne       | Alexander Payne, Jim Taylor, Jim Burke                                                 | Amerikai Egyesült Államok                               |        |
| 2013 66. BAFTA-gála                      |                                                 |                       |                                                                                        |                                                         |        |
| Az Argo-akció                            | Argo                                            | Ben Affleck           | Grant Heslov, Ben Affleck, George Clooney                                              | Amerikai Egyesült Államok                               |        |
| A nyomorultak                            | Les Misérables                                  | Tom Hooper            | Tim Bevan, Eric Fellner, Debra Hayward, Cameron Mackintosh                             | Egyesült Királyság                                      |        |
| Lincoln                                  | Lincoln                                         | Steven Spielberg      | Steven Spielberg, Kathleen Kennedy                                                     | Amerikai Egyesült Államok                               |        |
| Pi élete                                 | Life of Pi                                      | Li An (李安, Ang Lee) | Gil Netter, Li An (Ang Lee), David Womark                                              | Amerikai Egyesült Államok · Kanada                      |        |
| Zero Dark Thirty – A Bin Láden hajsza    | Zero Dark Thirty                                | Kathryn Bigelow       | Mark Boal, Kathryn Bigelow, Megan Ellison                                              | Amerikai Egyesült Államok                               |        |
| 2014 67. BAFTA-gála                      |                                                 |                       |                                                                                        |                                                         |        |
| 12 év rabszolgaság                       | 12 Years a Slave                                | Steve McQueen         | Brad Pitt, Anthony Katagas, Dede Gardner, Jeremy Kleiner, Steve McQueen                | Amerikai Egyesült Államok · Egyesült Királyság          |        |
| Amerikai botrány                         | American Hustle                                 | David O. Russell      | Charles Roven, Richard Suckle, Megan Ellison, Jonathan Gordon                          | Amerikai Egyesült Államok                               |        |
| Gravitáció                               | Gravity                                         | Alfonso Cuarón        | Alfonso Cuarón, David Heyman                                                           | Amerikai Egyesült Államok · Egyesült Királyság          |        |
| Phillips kapitány                        | Captain Phillips                                | Paul Greengrass       | Scott Rudin, Dana Brunetti, Michael De Luca                                            | Amerikai Egyesült Államok                               |        |
| Philomena – Határtalan szeretet          | Philomena                                       | Stephen Frears        | Gabrielle Tana, Steve Coogan, Tracey Seaward                                           | Egyesült Királyság                                      |        |
| 2015 68. BAFTA-gála                      |                                                 |                       |                                                                                        |                                                         |        |
| Sráckor                                  | Boyhood                                         | Richard Linklater     | Richard Linklater, Cathleen Sutherland                                                 | Amerikai Egyesült Államok                               |        |
| A Grand Budapest Hotel                   | The Grand Budapest Hotel                        | Wes Anderson          | Wes Anderson, Scott Rudin, Steven Rales, Jeremy Dawson                                 | Amerikai Egyesült Államok                               |        |
| A mindenség elmélete                     | The Theory of Everything                        | James Marsh           | Tim Bevan, Eric Fellner, Lisa Bruce, Anthony McCarten                                  | Egyesült Királyság                                      |        |
| Birdman avagy (A mellőzés meglepő ereje) | Birdman or (The Unexpected Virtue of Ignorance) | Alejandro G. Iñárritu | Alejandro G. Iñárritu, John Lesher, James W. Skotchdopole                              | Amerikai Egyesült Államok                               |        |
| Kódjátszma                               | The Imitation Game                              | Morten Tyldum         | Nora Grossman, Ido Ostrowsky, Teddy Schwarzman                                         | Amerikai Egyesült Államok                               |        |
| 2016 69. BAFTA-gála                      |                                                 |                       |                                                                                        |                                                         |        |
| A visszatérő                             | The Revenant                                    | Alejandro G. Iñárritu | Steve Golin, Alejandro G. Iñárritu, Arnon Milchan, Mary Parent, Keith Redmon           | Amerikai Egyesült Államok                               |        |
| A nagy dobás                             | The Big Short                                   | Adam McKay            | Dede Gardner, Jeremy Kleiner, Brad Pitt                                                | Amerikai Egyesült Államok                               |        |
| Carol                                    | Carol                                           | Todd Haynes           | Elizabeth Karlsen, Christine Vachon, Stephen Woolley                                   | Egyesült Királyság · Amerikai Egyesült Államok          |        |
| Kémek hídja                              | Bridge of Spies                                 | Steven Spielberg      | Kristie Macosko Krieger, Marc Platt, Steven Spielberg                                  | Amerikai Egyesült Államok                               |        |
| Spotlight – Egy nyomozás részletei       | Spotlight                                       | Tom McCarthy          | Blye Pagon Faust, Steve Golin, Nicole Rocklin, Michael Sugar                           | Amerikai Egyesült Államok                               |        |
| 2017 70. BAFTA-gála                      |                                                 |                       |                                                                                        |                                                         |        |
| Kaliforniai álom                         | La La Land                                      | Damien Chazelle       | Fred Berger, Jordan Horowitz, Marc Platt                                               | Amerikai Egyesült Államok                               |        |
| A régi város                             | Manchester by the Sea                           | Kenneth Lonergan      | Lauren Beck, Matt Damon, Chris Moore, Kimberly Steward, Kevin J. Walsh                 | Amerikai Egyesült Államok                               |        |
| Én, Daniel Blake                         | I, Daniel Blake                                 | Ken Loach             | Rebecca O'Brien                                                                        | Egyesült Királyság                                      |        |
| Érkezés                                  | Arrival                                         | Denis Villeneuve      | Dan Levine, Shawn Levy, David Linde, Aaron Ryder                                       | Amerikai Egyesült Államok                               |        |
| Holdfény                                 | Moonlight                                       | Barry Jenkins         | Dede Gardner], Jeremy Kleiner, Adele Romanski                                          | Amerikai Egyesült Államok                               |        |
| 2018 71. BAFTA-gála                      |                                                 |                       |                                                                                        |                                                         |        |
| Három óriásplakát Ebbing határában       | Three Billboards Outside Ebbing, Missouri       | Martin McDonagh       | Graham Broadbent, Pete Czernin, Martin McDonagh                                        | Amerikai Egyesült Államok · Egyesült Királyság          |        |
| A legsötétebb óra                        | Darkest Hour                                    | Joe Wright            | Tim Bevan, Lisa Bruce, Eric Fellner, Anthony McCarten, Douglas Urbanski                | Egyesült Királyság                                      |        |
| A víz érintése                           | The Shape of Water                              | Guillermo del Toro    | Guillermo del Toro, J. Miles Dale                                                      | Amerikai Egyesült Államok                               |        |
| Dunkirk                                  | Dunkirk                                         | Christopher Nolan     | Christopher Nolan, Emma Thomas                                                         | Egyesült Királyság · Amerikai Egyesült Államok          |        |
| Szólíts a neveden                        | Call Me by Your Name                            | Luca Guadagnino       | Emilie Georges, Luca Guadagnino, Marco Morabito, Peter Spears                          | Olaszország · Amerikai Egyesült Államok · Franciaország |        |
| 2019 72. BAFTA-gála                      |                                                 |                       |                                                                                        |                                                         |        |
| Roma                                     | Roma                                            | Alfonso Cuarón        | Alfonso Cuarón, Gabriela Rodriguez, Nicolas Celis                                      | Mexikó                                                  |        |
| A kedvenc                                | The Favourite                                   | Jórgosz Lánthimosz    | Cecil Dempsey, Ed Guiney, Lee Magiday, Jórgosz Lánthimosz                              | Egyesült Királyság · Amerikai Egyesült Államok          |        |
| Csillag születik                         | A Star is Born                                  | Bradley Cooper        | Bill Gerber, Lynette Howell Taylor                                                     | Amerikai Egyesült Államok                               |        |
| Csuklyások – BlacKkKlansman              | BlacKkKlansman                                  | Spike Lee             | Jason Blum, Spike Lee, Raymond Mansfield, Sean McKittrick, Jordan Peele, Shaun Redick  | Amerikai Egyesült Államok                               |        |
| Zöld könyv – Útmutató az élethez         | Green Book                                      | Peter Farrelly        | Jim Burke, Brian Hayes Currie, Peter Farrelly, Nick Vallelonga, Charles B. Wessler     | Amerikai Egyesült Államok                               |        |

### 2020-as évek
| Év                             | Film                                 | Film                                | Rendező                                                                                            | Producer                                                                         | Ország |
| Év                             | Magyar cím                           | Eredeti cím                         | Rendező                                                                                            | Producer                                                                         | Ország |
| ------------------------------ | ------------------------------------ | ----------------------------------- | -------------------------------------------------------------------------------------------------- | -------------------------------------------------------------------------------- | ------ |
| 2020 73. BAFTA-gála            |                                      |                                     | |                                                                                  |        |
| 1917                           | 1917                                 | Sam Mendes                          | Pippa Harris, Callum McDougall, Sam Mendes, Jayne-Ann Tenggren                                     | Egyesült Királyság · Amerikai Egyesült Államok                                   |        |
| Az ír                          | The Irishman                         | Martin Scorsese                     | Robert De Niro, Jane Rosenthal, Martin Scorsese, Emma Tillinger Koskoff                            | Amerikai Egyesült Államok                                                        |        |
| Élősködők                      | 기생충 (Kiszengcshung (Gisaengchung) | Pong Dzsunho (봉준호, Bong Joon-ho) | Pong Dzsunho (Bong Joon-ho), Kvak Sine (곽신애, Kwak Sin-ae), Mun Jangvon (문양권, Moon Yang-kwon) | Dél-Korea                                                                        |        |
| Joker                          | Joker                                | Todd Phillips                       | Bradley Cooper, Todd Phillips, Emma Tillinger Koskoff                                              | Amerikai Egyesült Államok                                                        |        |
| Volt egyszer egy Hollywood     | Once Upon a Time in Hollywood        | Quentin Tarantino                   | David Heyman, Shannon McIntosh, Quentin Tarantino                                                  | Amerikai Egyesült Államok · Egyesült Királyság                                   |        |
| 2021 74. BAFTA-gála            |                                      |                                     | |                                                                                  |        |
| A nomádok földje               | Nomadland                            | Chloé Zhao                          | Frances McDormand, Peter Spears, Mollye Asher, Dan Janvey, Chloé Zhao                              | Amerikai Egyesült Államok                                                        |        |
| Az apa                         | The Father                           | Florian Zeller                      | David Parfitt, Jean-Louis Livi, Philippe Carcassonne                                               | Egyesült Királyság                                                               |        |
| A mauritániai                  | The Mauritanian                      | Kevin Macdonald                     | Adam Ackland, Leah Clarke, Christine Holder, Beatriz Levin, Lloyd Levin                            | Egyesült Királyság · Amerikai Egyesült Államok                                   |        |
| Ígéretes fiatal nő             | Promising Young Woman                | Emerald Fennell                     | Josey McNamara, Ben Browning, Ashley Fox, Emerald Fennell                                          | Amerikai Egyesült Államok                                                        |        |
| A chicagói 7-ek tárgyalása     | The Trial of the Chicago 7           | Aaron Sorkin                        | Stuart M. Besser, Marc Platt                                                                       | Amerikai Egyesült Államok                                                        |        |
| 2022 75. BAFTA-gála            |                                      |                                     | |                                                                                  |        |
| A kutya karmai közt            | The Power of the Dog                 | Jane Campion                        | Jane Campion, Iain Canning, Roger Frappier, Tanya Seghatchian, Emile Sherman                       | Ausztrália · Új-Zéland · Amerikai Egyesült Államok · Egyesült Királyság · Kanada |        |
| Belfast                        | Belfast                              | Kenneth Branagh                     | Laura Berwick, Kenneth Branagh, Becca Kovacik, Tamar Thomas                                        | Egyesült Királyság                                                               |        |
| Dűne                           | Dune                                 | Denis Villeneuve                    | Mary Parent, Cayle Boyter, Denis Villeneuve                                                        | Amerikai Egyesült Államok                                                        |        |
| Licorice Pizza                 | Licorice Pizza                       | Paul Thomas Anderson                | Sara Murphy, Paul Thomas Anderson, Adam Somner                                                     | Amerikai Egyesült Államok · Kanada                                               |        |
| Ne nézz fel                    | Don't Look Up                        | Adam McKay                          | Adam McKay, Kevin Messick                                                                          | Amerikai Egyesült Államok                                                        |        |
| 2023 76. BAFTA-gála            |                                      |                                     | |                                                                                  |        |
| Nyugaton a helyzet változatlan | All Quiet on the Western Front       | Edward Berger                       | Malte Grunert                                                                                      | Németország · Amerikai Egyesült Államok                                          |        |
| A sziget szellemei             | The Banshees of Inisherin            | Martin McDonagh                     | Graham Broadbent, Peter Czernin, Martin McDonagh                                                   | Írország · Egyesült Királyság · Amerikai Egyesült Államok                        |        |
| Elvis                          | Elvis                                | Baz Luhrmann                        | Gail Berman, Baz Luhrmann, Catherine Martin, Patrick McCormick, Schuyler Weiss                     | Ausztrália · Amerikai Egyesült Államok                                           |        |
| Minden, mindenhol, mindenkor   | Everything Everywhere All at Once    | Daniel Kwan, Daniel Scheinert       | Daniel Kwan, Daniel Scheinert, Jonathan Wang                                                       | Amerikai Egyesült Államok                                                        |        |
| Tár                            | Tár                                  | Todd Field                          | Todd Field, Scott Lambert, Alexandra Milchan                                                       | Amerikai Egyesült Államok · Németország                                          |        |
| 2024 77. BAFTA-gála            |                                      |                                     | |                                                                                  |        |
| Oppenheimer                    | Oppenheimer                          | Christopher Nolan                   | Emma Thomas, Charles Roven, Christopher Nolan                                                      | Amerikai Egyesült Államok                                                        |        |
| Egy zuhanás anatómiája         | Anatomie d'une chute                 | Justine Triet                       | Marie-Ange Luciani, David Thion                                                                    | Franciaország                                                                    |        |
| Téli szünet                    | The Holdovers                        | Alexander Payne                     | Mark Johnson, Bill Block, David Hemingson                                                          | Amerikai Egyesült Államok                                                        |        |
| Megfojtott virágok             | Killers of the Flower Moon           | Martin Scorsese                     | Dan Friedkin, Bradley Thomas, Martin Scorsese, Daniel Lupi                                         | Amerikai Egyesült Államok                                                        |        |
| Szegény párák                  | Poor Things                          | Jórgosz Lánthimosz                  | Ed Guiney, Andrew Lowe, Jórgosz Lánthimosz, Emma Stone                                             | Amerikai Egyesült Államok · Írország · Egyesült Királyság                        |        |
| 2025 78. BAFTA-gála            |                                      |                                     | |                                                                                  |        |
| Konklávé                       | Conclave                             | Edward Berger                       | Juliette Howell, Michael Jackman és Tessa Ross                                                     | Egyesült Királyság · Amerikai Egyesült Államok                                   |        |
| A brutalista                   | The Brutalist                        | Brady Corbet                        | Brady Corbet, Nick Gordon, Brian Young, Andrew Morrison és D.J. Gugenheim                          | Amerikai Egyesült Államok                                                        |        |
| Anora                          | Anora                                | Sean Baker                          | Sean Baker, Alex Coco és Samantha Quan                                                             | Amerikai Egyesült Államok                                                        |        |
| Emilia Pérez                   | Emilia Pérez                         | Jacques Audiard                     | Jacques Audiard és Pascal Caucheteux                                                               | Franciaország                                                                    |        |
| Sehol se otthon                | A Complete Unknown                   | James Mangold                       | Alex Bookman, Fred Berger és James Mangold                                                         | Amerikai Egyesült Államok                                                        |        |